# Адміралтейський суд
Адміралтейський суд, також відомий як морський суд, є судом, який здійснює юрисдикцію над усіма морськими контрактами, деліктами, травмами та правопорушеннями.

## Шотландія

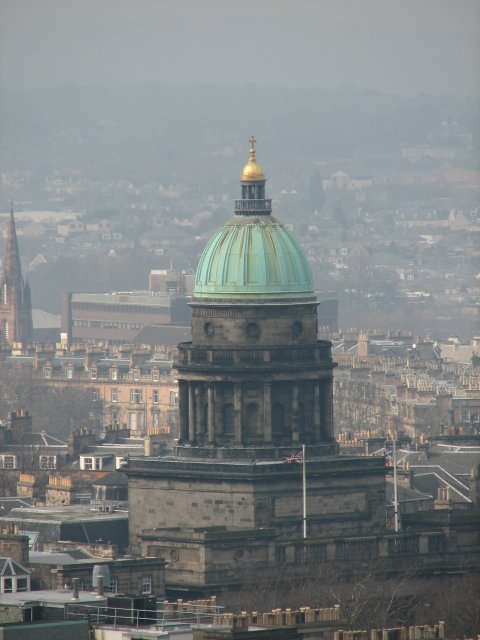
У Вест-реєстровому будинку Единбурга зберігаються документи Адміралтейського суду Шотландії.

Найдавніші записи шотландського суду, що зберігаються у Вест-Реєстр-Хаусі в Единбурзі, вказують на те, що засідання були регулярними щонайменше до 1556 року. Судді називалися «суддя-адмірал» і отримували призначення з рук шотландського верховного адмірала[a] для розгляду справ, що стосувалися Королівського шотландського флоту, а також торговельних, каперських спорів і спорів про призові гроші. З 1702 року суддя суду також мав право призначати заступників для розгляду менш важливих справ або заміщати його під час своєї відсутності.
Навантаження на шотландський суд було невеликим до середини вісімнадцятого століття, коли судді розглядали не більше чотирьох справ на кожному засіданні. Після 1750-х років кількість справ зросла, аж до 1790 року стало необхідно вести щоденний журнал рішень.  Зростання кількості справ було пов’язане зі збільшенням кількості суперечок щодо порушень чартеру, зокрема капітанами суден, які вимагали компенсації за несплачений фрахт, і торговцями, які подали позови за пошкодження товарів або несподівані портові збори. Справи відображали основні морські галузі промисловості Шотландії, включаючи перевалку цукру та тютюну та експорт сушеної риби, вугілля та зерна. Менша кількість справ стосувалася контрабанди, головним чином бренді, і прав на порятунок кораблів, які зазнали аварії на шотландських берегах. Суд припинив роботу в 1832 році, і його функції були передані Сесійному суду, верховному суду Шотландії з цивільних спорів.

## Цейлон і Шрі-Ланка
Колоніальний адміралтейський суд був заснований у Британському Цейлоні в 1891 році відповідно до Указу про цейлонські суди адміралтейства відповідно до положень Закону про колоніальні суди адміралтейств 1890 року (Велика Британія), щоб розглядати юрисдикцію над усіма адміралтейськими та морськими справами. Коли Цейлон отримав самоврядування в 1948 році, юрисдикцію над питаннями адміралтейства було передано Верховному суду Цейлону, оскільки Акт про незалежність Цейлону 1947 року зробив положення Закону про адміралтейство незастосовними.
У Шрі-Ланці сьогодні адміралтейська юрисдикція здійснюється Високим судом Коломбо, якому юрисдикцію було передано від Верховного суду відповідно до положень Закону № 2 про судочинство від 1978 року.

## Канада
Віце-адміралтейський суд Галіфакса розглядав більшість справ про піратство в західній Атлантиці, тоді як Суд Квебеку займався більшою частиною комерційної роботи.
Канадський адміралтейський суд з'явився на світ наступного року після прийняття Закону про колоніальні адміралтейські суди 1890 року, який заклав його основу. Того року «Парламент Канади оголосив Казначейський суд Канади “колоніальним адміралтейським судом”, таким чином зробивши його національним адміралтейським судом Канади. Казначейський суд продовжував виконувати цю роль до 1 червня 1971 року, коли він був перейменований і продовжив свою діяльність за законом як Федеральний суд Канади, залишаючись при цьому адміралтейським судом Канади».

## Ганза

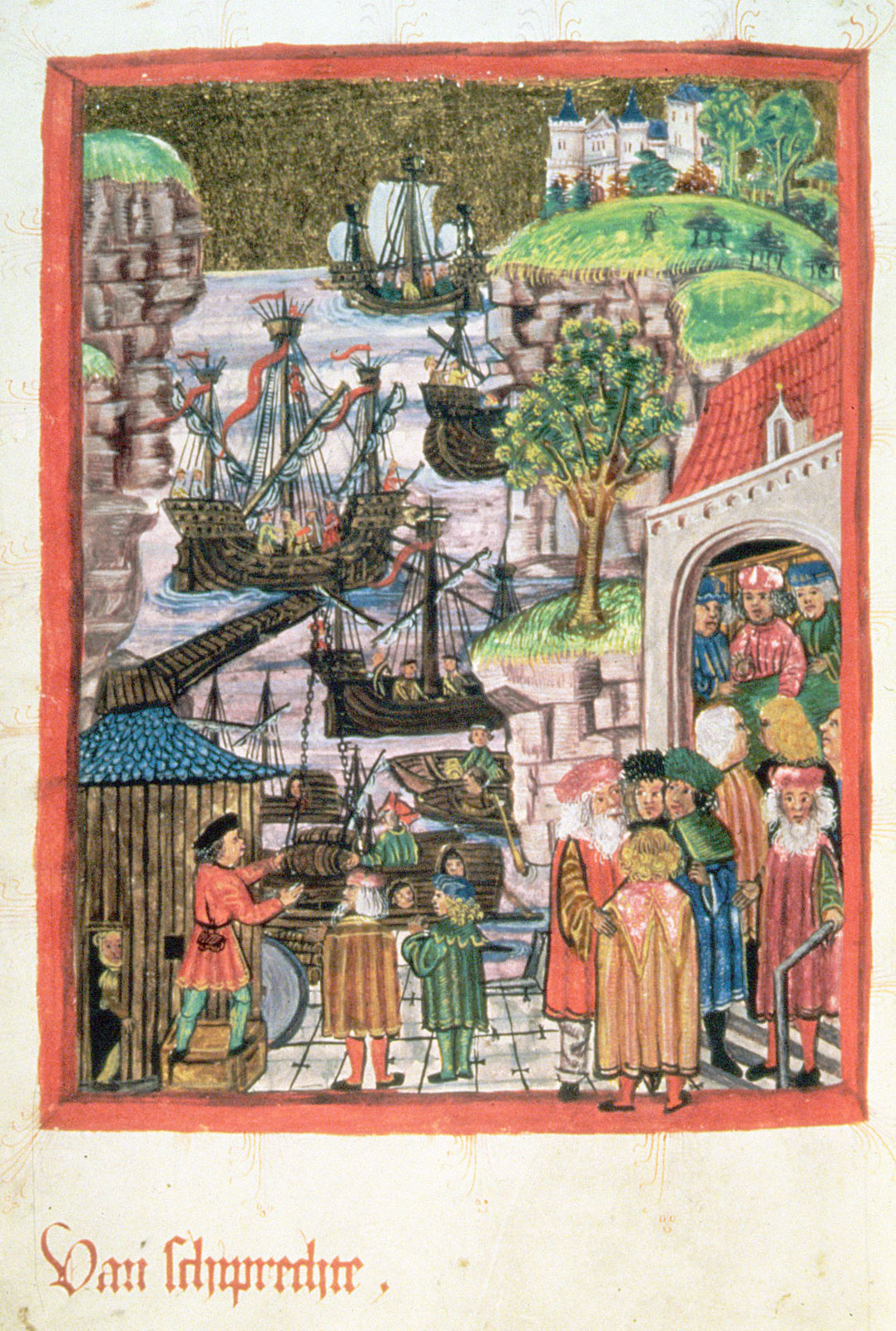
Заснування союзу між Любеком і Гамбургом у частині про суднове право (Van schiprechte) у Гамбурзькому міському праві з 1497 р.

Ганзейський союз був створений у 13 столітті для розвитку торгівлі між скандинавськими містами, з'єднаними Балтійським морем. Таким чином був розроблений закон van schiprechte. У 1241 році Любек, який мав доступ до рибальських угідь Балтійського та Північного морів, уклав союз — попередник Ліги — з торговим містом Гамбургом, який контролював доступ до шляхів торгівлі сіллю з Люнебурга. Ці міста отримали контроль над більшою частиною торгівлі солоною рибою, особливо над ринком Сканія; Кельн приєднався до них на сеймі 1260 року. Міста створили свої армії, а кожна гільдія була зобов'язана сплачувати податки, коли це було необхідно. Ганзейські міста допомагали одне одному, а торгові судна часто використовувалися для перевезення солдатів та їхнього озброєння. Мережа союзів розрослася до гнучкого списку, що включав від 70 до 170 міст.
Тридцятилітня війна, що тривала з 1618 по 1648 рік, була руйнівною для Ганзейського союзу, і його члени дуже постраждали. Потім у 1666 році Стільярд згорів під час Великої лондонської пожежі. Менеджер Kontor надіслав листа до Любека з проханням негайно надати фінансову допомогу для реконструкції. У 1669 році Гамбург, Бремен і Любек оголосили Ганзейський день. Лише кілька міст взяли участь, а ті, хто приїхав, не бажали робити фінансовий внесок у реконструкцію Лондона. Це була остання офіційна зустріч без відома жодної зі сторін.

## США
У Сполучених Штатах федеральні окружні суди мають юрисдикцію щодо всіх адміралтейських і морських справ; див 28 U.S.C. § 1333 .
Останніми роками псевдозаконний аргумент змови, який використовувався, зокрема, суверенними громадянами  полягає в тому, що американський суд, який демонструє американський прапор із золотою бахромою, насправді є «адміралтейським судом» і, отже, не має юрисдикції. Суди неодноразово відкидали це як необґрунтоване звинувачення.